# Ferrovie Kintetsu
Le Ferrovie Kintetsu (近畿日本鉄道株式会社?, Kinki Nippon Tetsudō Kabushiki-gaisha), letteralmente Ferrovie Kinki Nippon s.p.a. sono una compagnia di trasporto ferroviario giapponese comunemente nota come Kintetsu (近鉄?). Si tratta della più grande azienda di trasporti su rotaia in Giappone dopo le Japan Railways. La sua complessa rete connette Osaka, Kyoto, Nara, Nagoya, Tsu e Ise. Kintetsu oltre ai trasporti ferroviari si occupa anche di turismo, immobili, logistica e produzione di materiale rotabile tramite la sussidiaria Kinki Sharyo che produce treni usati in Giappone, negli Stati Uniti, Egitto e Hong Kong.

## Storia
Il 16 settembre 1910 fu fondata la Nara Tramway (奈良軌道?, Nara Kidō), ribattezzata Osaka Electric Tramway (大阪電気軌道?, Ōsaka Denki Kidō), un mese dopo. Osaka Electric Tramway completò il tunnel di Ikoma e iniziò a gestire una linea tra Osaka e Nara (l'attuale Linea Nara) il 30 aprile 1914. Le moderne linee di Kashihara, Osaka e Shigi furono completate negli anni '20, seguite dalla linea Kyoto (in collaborazione con la Ferrovie Keihan). Nel 1927 fondò la Sangu Electric Railway (参宮急行電鉄?, Sangū Kyūkō Dentetsu), che si unì alla Ise Electric Railway (伊勢電気鉄道?, Ise Denki Tetsudō), il 15 settembre 1936.
Nel 1938 si unì alla sua controllata Kansai Express Electric Railway (関西急行電鉄?, Kansai Kyūkō Dentetsu) per gestire il primo servizio ferroviario privato da Osaka a Nagoya. Un'altra sussidiaria Sankyū acquistò la Kansai Express Electric Railway il 1º gennaio 1940 e continuò il servizio in proprio. Poi, Sankyū incorporò la Yoro Railway (関西急行鉄道?, Yōrō Tetsudō), (non l'attuale Ferrovia Yōrō) il 1° agosto. Il 15 marzo 1941 incorporò la sua più grande sussidiaria, la Sankyū, e fu rinominata Kansai Express Railway (関西急行鉄道?, Kansai Kyūko Tetsudō) che incorporò la Osaka Railway (大阪鉄道?, Ōsaka Tetsudō), proprietaria dell'attuale linea Minami Osaka, il 1º febbraio 1943 e trasferì la propria sede da Uehommachi a Osaka Abenobashi.
Kankyū fu rinominata Ferrovie Kinki Nippon (近畿日本鉄道?, Kinki Nippon Tetsudō) dopo aver incorporato la Ferrovie Nankai nel giugno 1944. Mantenne il nome anche quando la Nankai riconquistò l'indipendenza nel 1947.
Dopo la Seconda guerra mondiale, Kintetsu si ramificò e divenne una delle maggiori agenzie di viaggio del mondo, la Kinki Nippon Tourist, aprendo uffici negli Stati Uniti d'America (Kintetsu International Express, Inc.) e in altri Paesi.
Il primo servizio ferroviario espresso limitato a pagamento iniziò tra Uehommachi e Nagoya nel 1947.
Il 28 giugno 2003, Ferrovie Kinki Nippon è stata rinominata Kintetsu Corporation. Il 1° aprile 2015 la società è stata scorporata e rinominata Ferrovie Kintetsu, mentre la Kintetsu Corporation viene rinominata Kintetsu Group Holdings.

## Linee ferroviarie

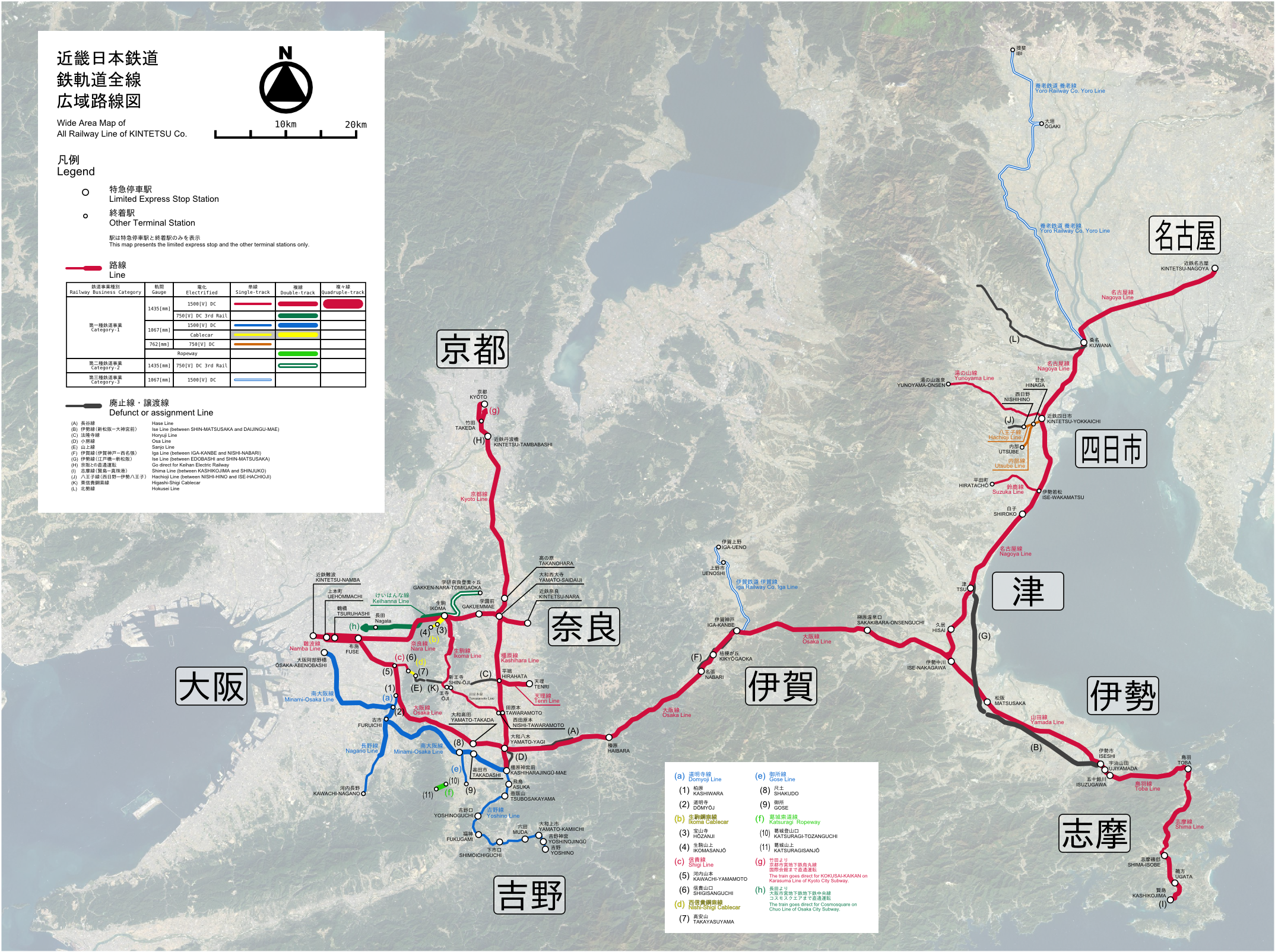
Mappa della rete Kintetsu

### Linee di proprietà e gestite (Prima categoria, funivie e tranvie)
Queste linee sono classificate sotto la categoria di Ferrovie di prima categoria (第一種鉄道事業?, Dai-isshu tetsudō jigyō), funivia (索道?, sakudō) e  tranvia  (軌道?, kidō). Questo indica che Kintetsu possiede ed esercita le linee.

#### Linee a scardamento ordinario (1435 mm)
- Area Osaka-Nagoya
  - Linea Osaka (Osaka Uehommachi - Ise-Nakagawa)
    - Linea Shigi (Kawachi-Yamamoto - Shigisanguchi)

  - Linea Nagoya (Kintetsu Nagoya - Ise-Nakagawa)
    - Linea Yunoyama (Kintetsu Yokkaichi - Yunoyama-Onsen)
    - Linea Suzuka (Ise-Wakamatsu - Hiratacho)

  - Linea Yamada (Ise-Nakagawa - Ujiyamada)
  - Linea Toba (Ujiyamada - Toba)
  - Linea Shima (Toba - Kashikojima)
- Area Nara-Kyoto
  - Linea Namba (Osaka Namba - Osaka Uehommachi)
  - Linea Nara (Fuse - Kintetsu-Nara)
    - Linea Ikoma (Ikoma - Oji)

  - Linea Keihanna (Nagata - Gakken Nara-Tomigaoka)
  - Linea Kyoto (Kyoto - Yamato-Saidaiji)
  - Linea Kashihara (Yamato-Saidaiji - Kashiharajingu-mae)
    - Linea Tenri (Hirahata - Tenri)
    - Linea Tawaramoto (Shin-Oji - Nishi-Tawaramoto)

#### Linee a scartamento ridotto (1067 mm)
- Area Osaka Sud
  - Linea Minami-Osaka (Osaka Abenobashi - Kashiharajingu-mae)
    - Linea Dōmyōji (Domyoji - Kashiwara)
    - Linea Nagano (Furuichi - Kawachi-Nagano)
    - Linea Gose (Shakudo - Kintetsu Gose)

  - Linea Yoshino (Kashiharajingu-mae - Yoshino)

#### Linee a scartamento ridotto (762 mm)
- Linea Utsube (Kintetsu Yokkaichi - Utsube)
- Linea Hachioji (Hinaga - Nishi-Hino)

#### Funicolari
- Funicolare di Ikoma (Toriimae - Ikoma-Sanjo)
- Funicolare di Nishi-Shigi (Shigisanguchi - Takayasuyama)

#### Funivie
- Funivia di Katsuragi (Katsuragi-tozanguchi - Katsuragi-sanjo)

### Linee gestite di proprietà di altre entità (Seconda categoria)
Le compagnie di Seconda categoria (第二種鉄道事業?, Dai-nishu tetsudō jigyō) sono gestite dalla Kintetsu, ma l'infrastruttura appartiene a terzi.
- 1435 mm linee a scartamento normale
  - Linea Keihanna (Ikoma - Gakken-Nara-Tomigaoka, binari posseduti dalla Nara Ikoma Rapid Transit)

### Linee di proprietà gestite da altre entità (Terza categoria)
Queste linee di Terza categoria (第三種鉄道事業?, Dai-sanshu tetsudō jigyō) appartengono alla Kintetsu, ma sono gestite da operatori terzi. Sono quindi linee in concessione.
- 1,067 mm linee a scartamento ridotto
  - Linea Iga (Iga-Ueno - Iga-Kambe, gestita dalla Ferrovia Iga)
  - Linea Yōrō (Kuwana - Ogaki - Ibi, gestita dalla Ferrovia Yōrō)

### Servizi in comune con altre linee
La Kintetsu opera treni anche sulle linee Chūō della metropolitana di Osaka, Karasuma della metropolitana di Kyoto, Hanshin Namba delle Ferrovie Hanshin tramite pagamento di pedaggio per l'accesso all'infrastruttura.

### Linee abbandonate o cedute
- Linea Hase (長谷線) (Sakurai - Hase, abbandonata nel 1938)
- Linea Sanjo (山上線) (Takayasuyama - Shigizammon, chiusa nel 1944 e abbandonata nel 1957)
- Linea Horyuji (法隆寺線) (Shin-Horyuji - Hirahata, chiusa nel 1945 e abbandonata nel 1952)
- Linea Obusa (小房線) (Unebi - Kashiharajingu-eki, chiusa nel 1950 e abbandonata nel 1952)
- Linea Ise (伊勢線) (Edobashi - Shin-Matsusaka - Daijingu-mae)
- Linea Shin-Matsusaka - Daijingu-mae: abbandonata nel 1942
- Linea Edobashi - Shin-Matsusaka: abbandonata nel 1961
- Linea Iga (伊賀線) (Nishi-Nabari - Iga-Kambe, abbandonata nel 1964)
- Linea Shima (志摩線) (Kashikojima - Shinjuko, abbandonata nel 1969)
- Linea Hachioji (八王子線) (Nishihino - Ise-Hachioji, chiusa nel 1974 and abbandonata nel 1976)
- Linea Higashi-Shigi Cable (東信貴鋼索線) (Shigisanshita - Shigisan, abbandonata nel 1983)
- Linea Hokusei (北勢線) (Nishi-Kuwana - Ageki, trasferita alle Ferrovia Sangi nel 2003)

#### Linee trasferite alle Ferrovie Nankai
Per separare le linee Kankyu dalle linee Nankai, il 1° giugno 1947 le seguenti linee furono trasferite alle Ferrovie Nankai:
- Linea principale Nankai (南海本線) (Namba - Wakayamashi)
  - Diramazione Tennoji (天王寺支線) (Tengachaya - Tennoji)
    - Linea Tengachaya - Imaikecho: abbandonata nel 1984
    - Linea Imaikecho - Tennoji: abbandonata nel 1993

  - Linea Takashinohama (高師浜線) (Hagoromo - Takashinohama)
  - Linea Tanagawa (多奈川線) (Misakikoen - Tanagawa)
  - Linea Kada (加太線) (Kinokawa - Kada)
  - Kitajima Branch (北島支線) (Wakayamashi - Higashi-Matsue, abbandonata nel 1966)
- Linea Koya (高野線) (Shiomibashi - Koyashita)
- Linea Hankai (阪堺線) (Ebisucho - Hamadera-eki-mae) (trasferita alla Tranvie Hankai nel 1980)
  - Diramazione Ohama (大浜支線) (Shukuin - Ohama-kitaguchi - Ohamakaigan)
    - Linea Ohama-kitaguchi - Ohamakaigan: abbandonata nel 1945
    - Linea Shukuin - Ohama-kitaguchi: closed on July 10, 1945, abbandonata nel 1980)

  - Linea Uemachi (上町線) (Tennoji-eki-mae - Sumiyoshikoen) (trasferita alla Tranvie Hankai nel 1980)
  - Linea Hirano (平野線) (Imaike - Hirano) (abbandonata nel 1980)

### Linee irrealizzate
- Linea Gifu (岐阜線) (Ogaki - Gifu or Hashima)
- Linea Shijonawate (四条畷線) (Sakuranomiya - Nukata)

## Materiale rotabile
A partire dal 1° aprile 2017, Kintetsu gestisce una flotta di 1.905 veicoli elettrici multipli (EMU), la seconda flotta più grande per un operatore ferroviario privato in Giappone dopo Tokyo Metro (2.766 veicoli). I nuovi treni EMU della serie Hinotori 80000 sono entrati in servizio su servizi espressi limitati tra Osaka Namba e Kintetsu Nagoya nella primavera del 2020. Otto set da sei carrozze e tre set da otto carrozze, 72 veicoli in totale, entreranno in servizio entro il 2021.

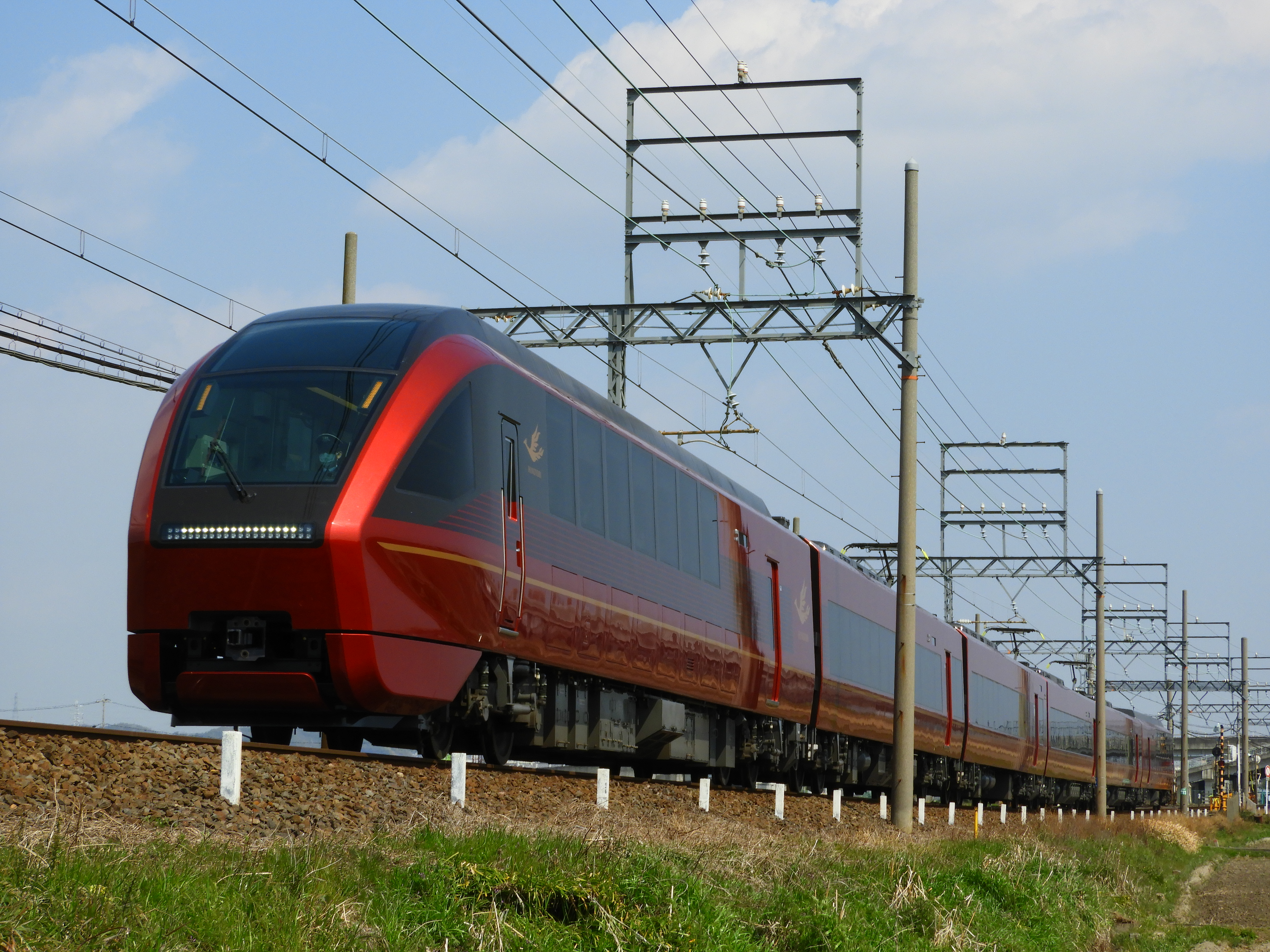
Kintetsu Limited Express Hitotori
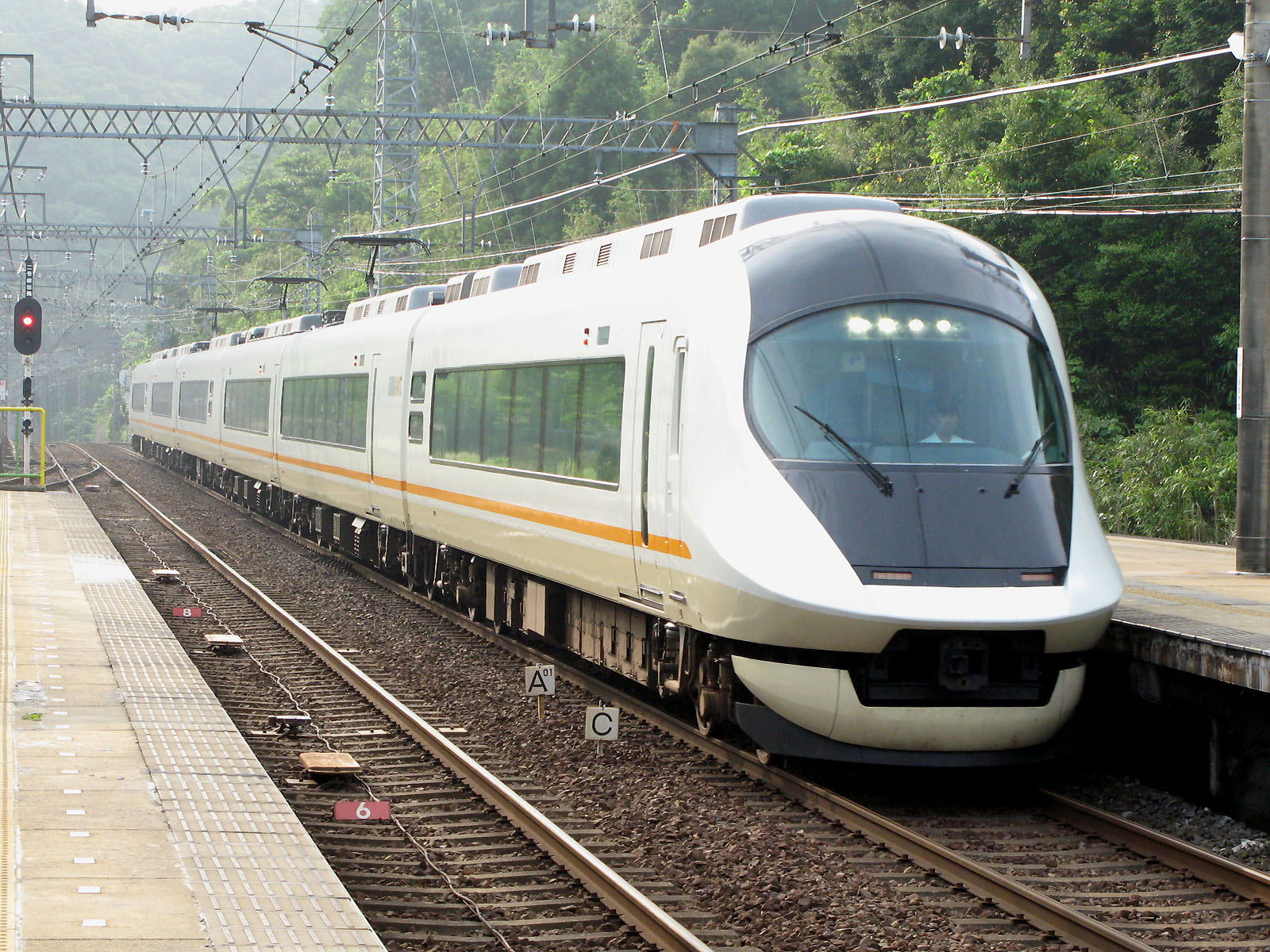
Kintetsu Limited Express Urban Liner next
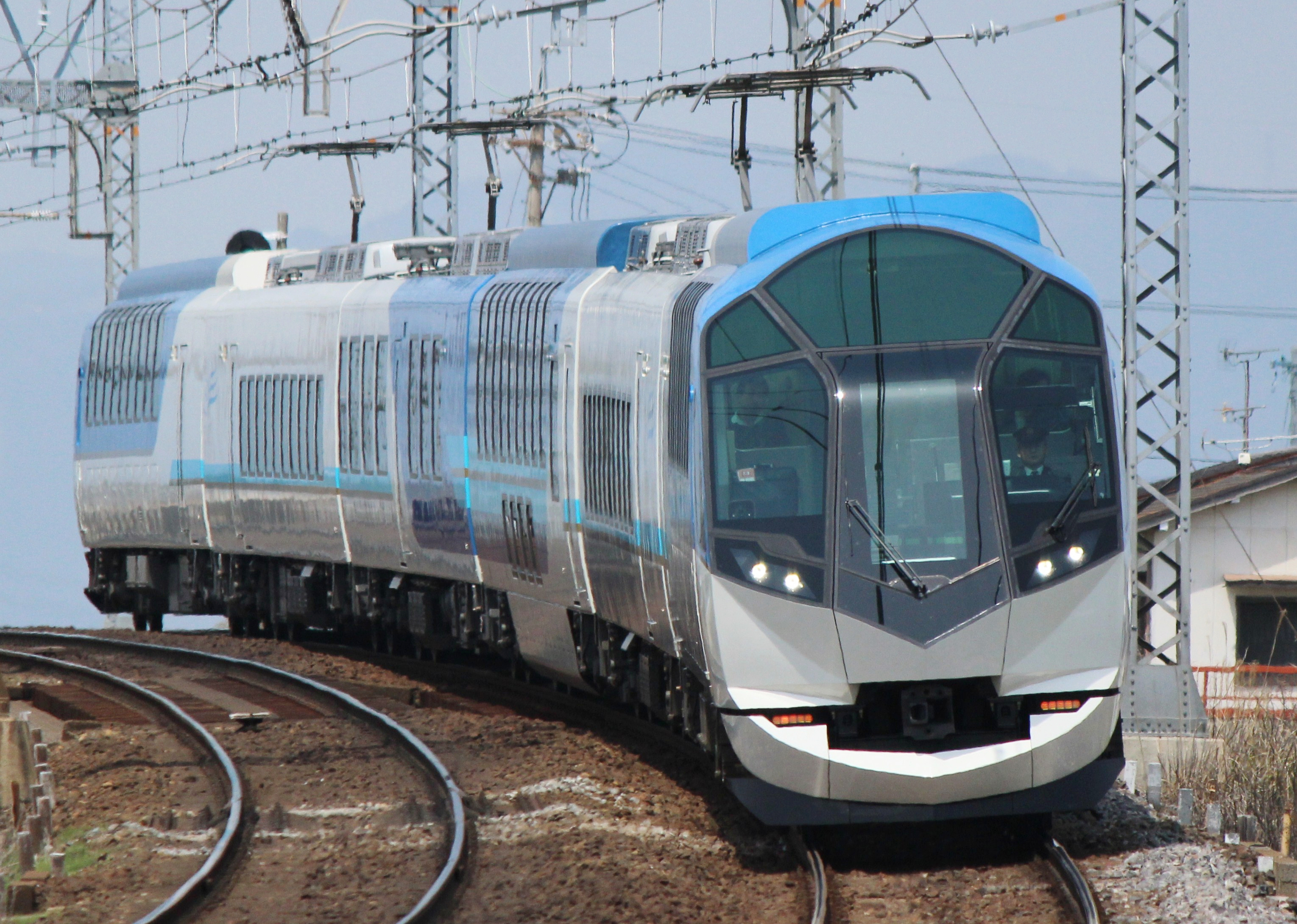
Kintetsu Limited Express Shimakaze
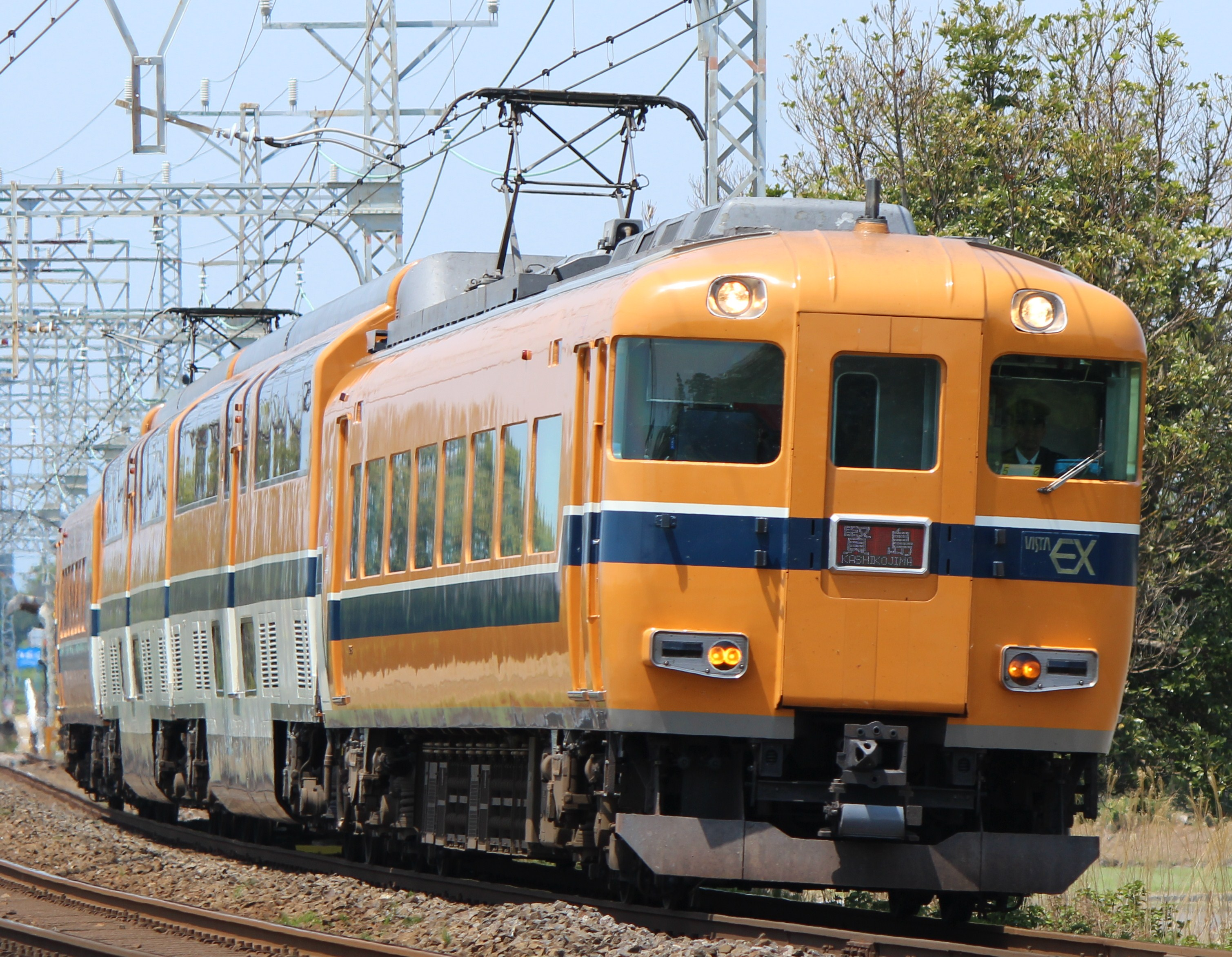
Kintetsu Limited Express Vista EX
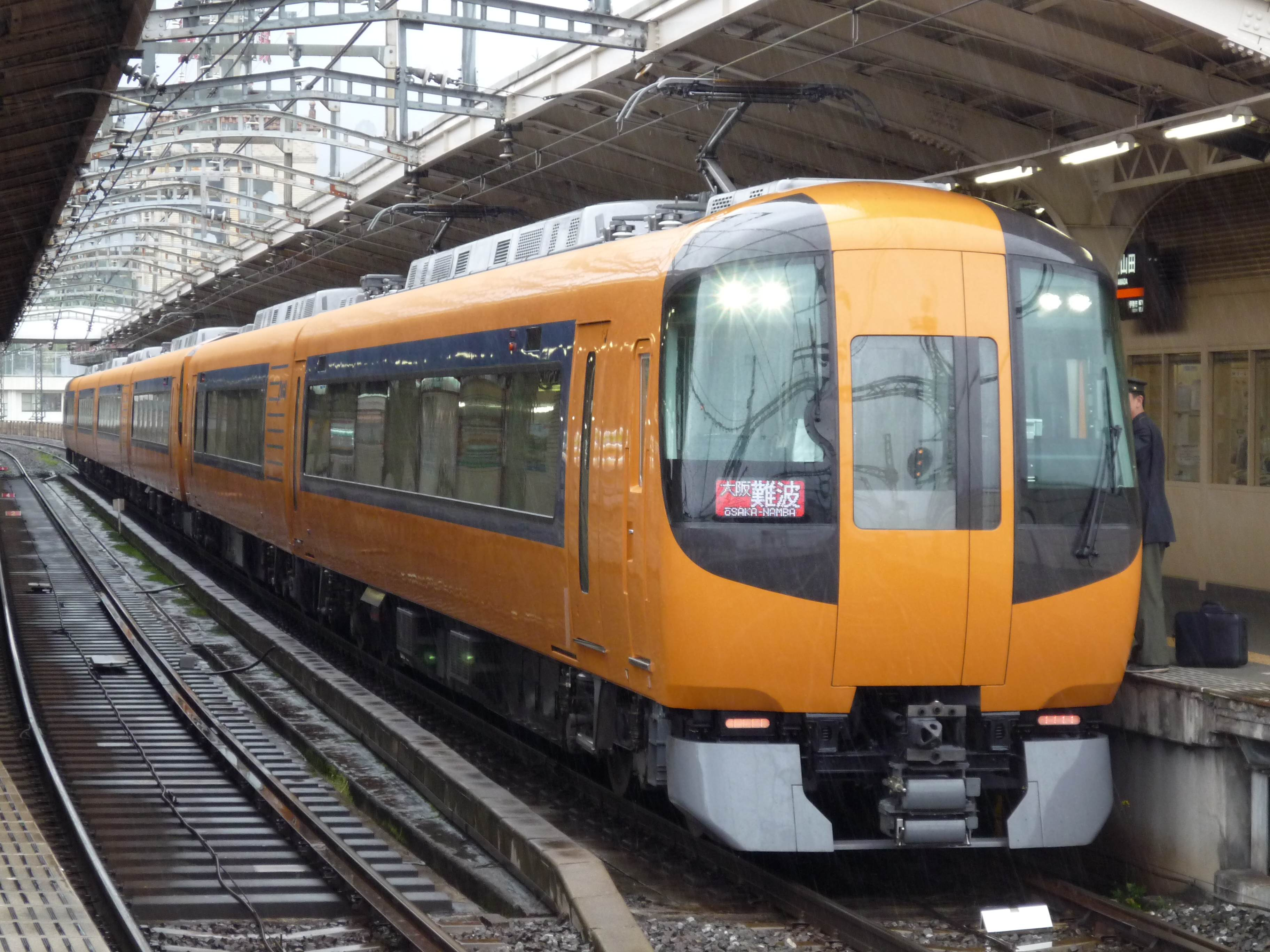
Kintetsu Limited Express serie 22600 Ace